# 화성초등학교
화성초등학교는 대한민국 경기도 오산시에 있는 공립 초등학교이다.

## 학교 연혁
- 1966년 6월 1일 화성국민학교 설립 인가
- 1967년 3월 10일 화성국민학교 개교
- 1968년 2월 10일 제1회 졸업식
- 1985년 9월 1일 병설유치원 개원 (2학급)
- 1996년 3월 1일 화성초등학교로 명칭변경
- 1998년 3월 1일 도지정 인성교육 시범학교 운영(2년)
- 2001년 3월 1일 도지정 애향단 시범학교 운영(2년)
- 2004년 9월 17일 도지정 기초학력 연구학교 운영(2년)
- 2005년 3월 1일 도지정 지역사회 시범학교 지정(2년)
- 2011년 3월 1일 제16대 교장 위성정 취임
- 2011년 3월 31일 물향기 학교 지정
- 2014년 2월 15일 제47회 졸업식 103명(총 6,892명) 졸업
- 2014년 3월 1일 물향기 학교 4년차 지정
- 2014년 3월 1일 초등 24학급(특수2), 유치원 2학급 편성
- 2015년 9월 1일 경기도교육청 혁신학교 지정(4년)
- 2019년 9월 1일 경기도교육청 혁신학교 재지정(4년)
- 2020년 3월 1일 제18대 교장 김희자 취임
- 2021년 3월 1일 제19대 교장 김혜영 취임
- 2022년 3월 1일 혁신학교, 물향기학교 운영
- 2023년 3월 1일 제20대 교장 이은희 취임